# Bảo tàng Vùng Ustka ở Ustka
Bảo tàng Vùng Ustka ở Ustka (tiếng Ba Lan: Muzeum Ziemi Usteckiej w Ustce) là một bảo tàng tọa lạc tại số 62a Phố Hải quân Ba Lan, Ustka, Ba Lan.

## Lịch sử hình thành
Ý tưởng thành lập một bảo tàng khu vực ở Ustka nảy sinh vào năm 1995 với sự kiện một cuộc triển lãm được tổ chức nhân dịp kỷ niệm 50 năm thị trấn. Cuộc triển lãm này được Hội Những người bạn của Ustka tổ chức tại Phòng trưng bày Nghệ thuật Baltic ở Ustka. Một năm sau, công việc xây dựng một tòa nhà làm trụ sở của Bảo tàng bắt đầu. Kiến trúc của tòa nhà này giống như bản sao của một ngôi nhà nửa gỗ điển hình trong thế kỷ 18. Cuối cùng, Bảo tàng Vùng Ustka ở Ustka được chính thức khánh thành vào tháng 6 năm 2000.

## Triển lãm
Bảo tàng Vùng Ustka ở Ustka hiện đang giới thiệu một triển lãm thường trực về lịch sử của Ustka từ thế kỷ 19 đến ngày nay. Các hiện vật và kỷ vật có liên quan đến lịch sử của Ustka và các vùng xung quanh bao gồm: ảnh cũ, vật dụng hàng ngày, và các thứ khác. Một phần của triển lãm thường trực này giới thiệu Xưởng đóng tàu "Ustka" hiện đã ngừng hoạt động. Ngoài triển lãm thường trực, Bảo tàng Vùng Ustka còn tổ chức nhiều cuộc triển lãm tạm thời.

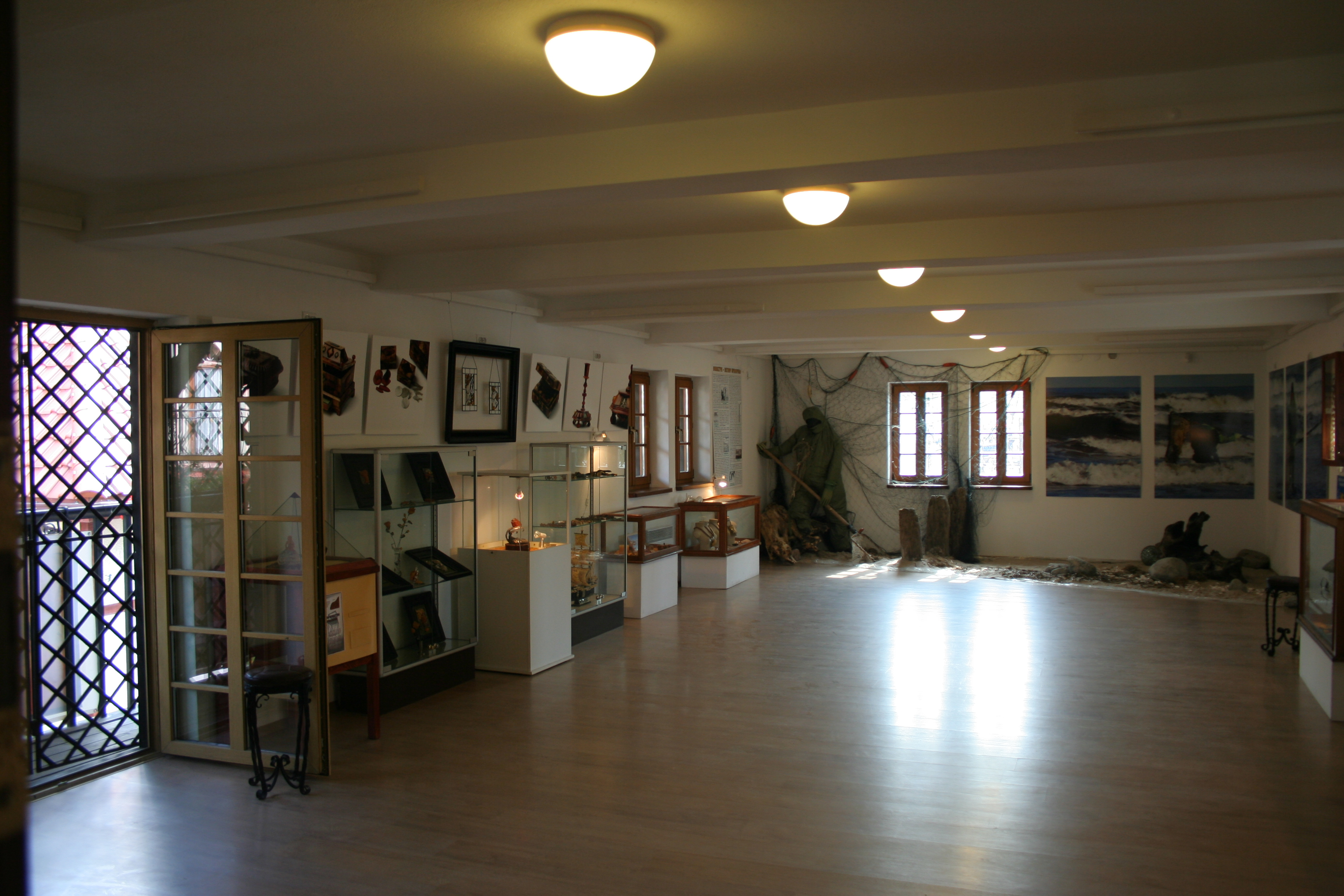
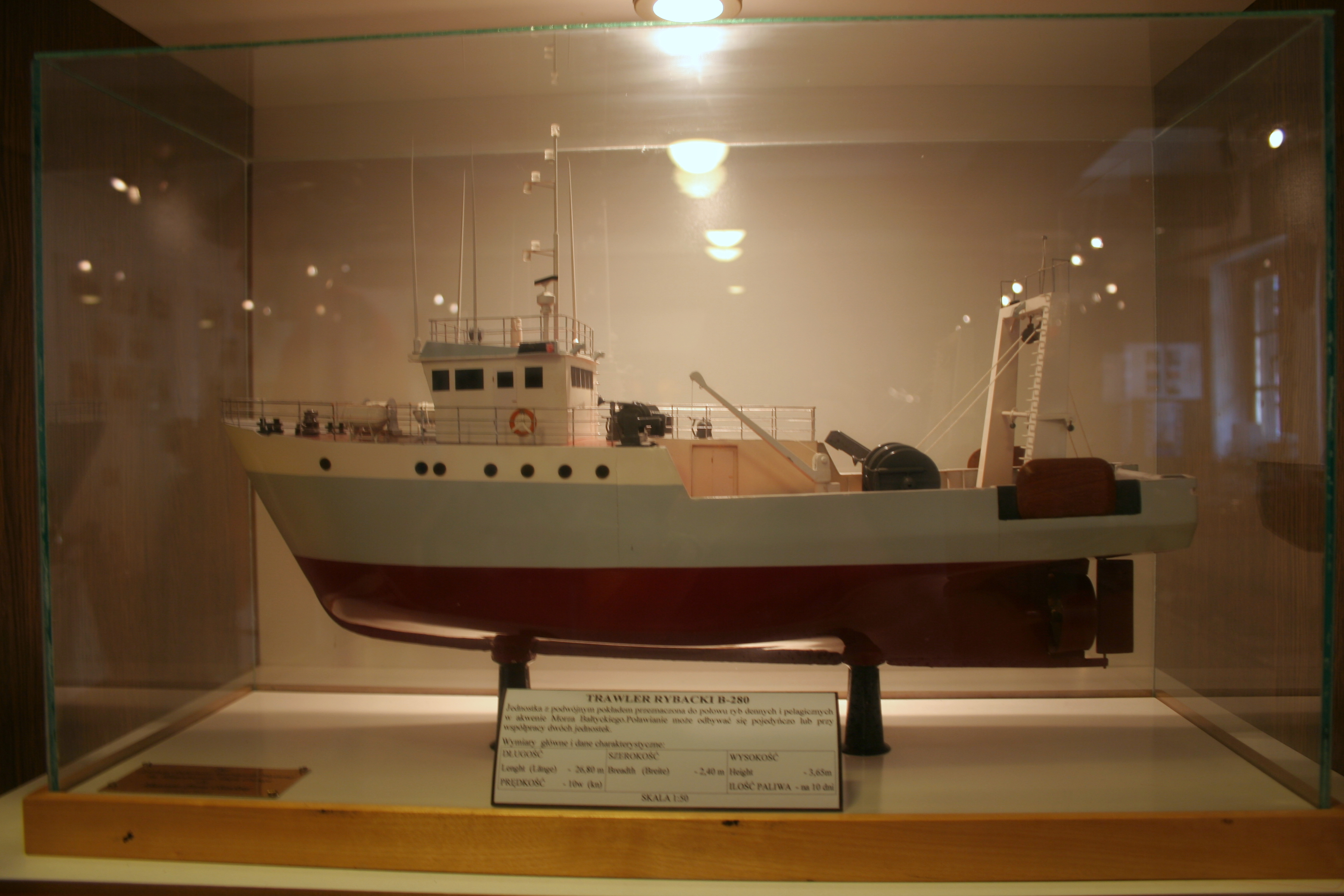
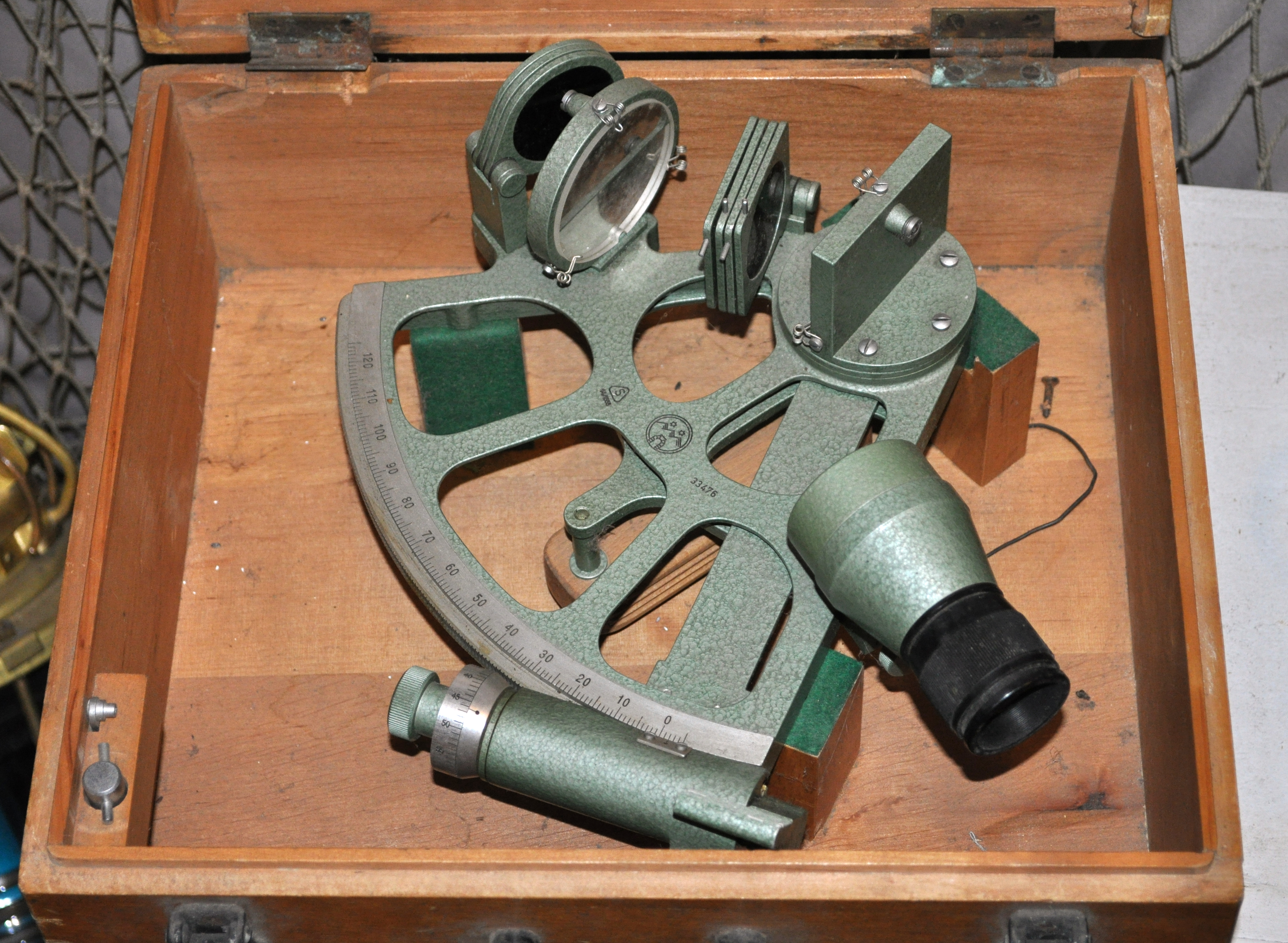
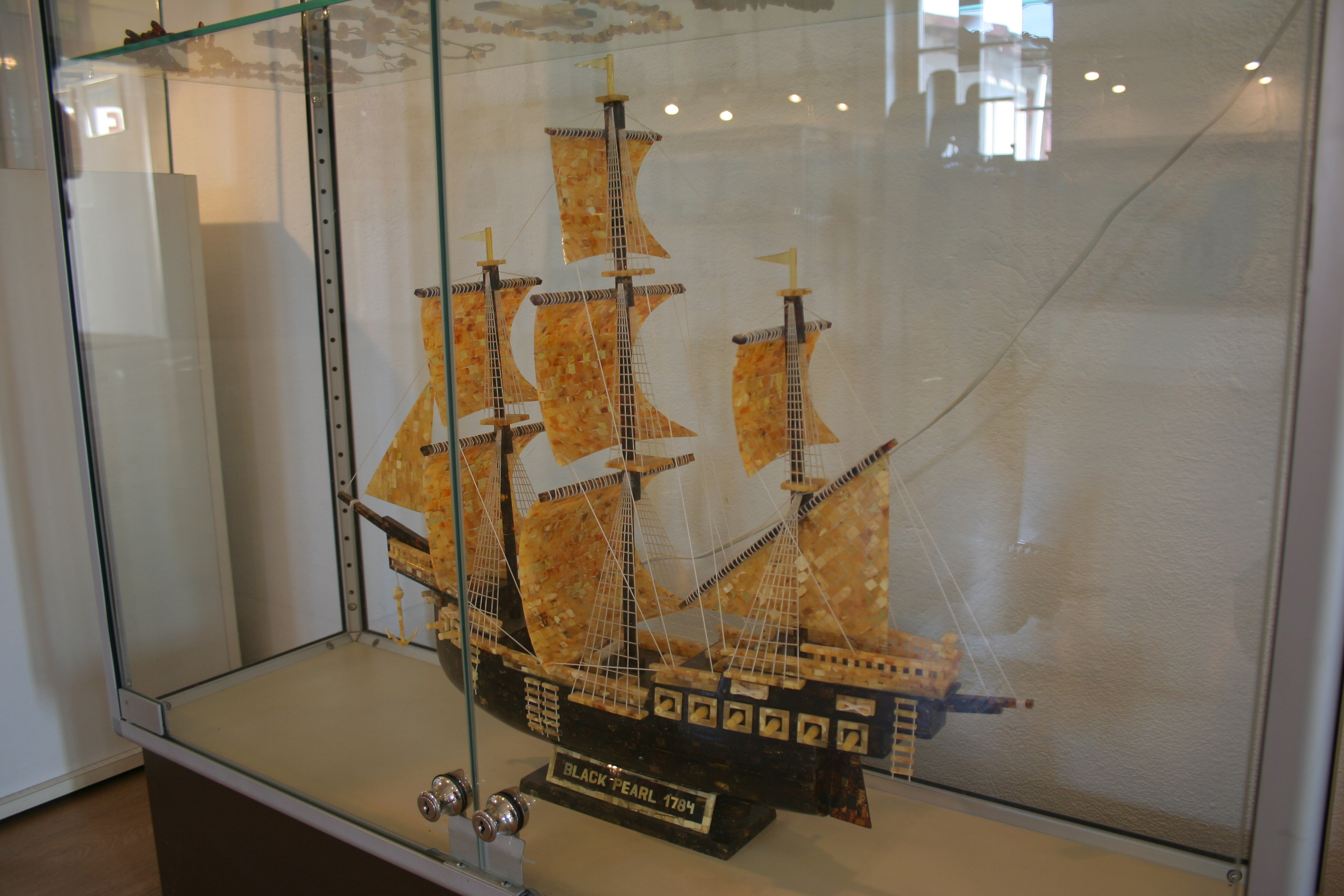

## Giờ mở cửa
Bảo tàng Vùng Ustka ở Ustka hoạt động quanh năm, mở cửa tất cả các ngày trong tuần trừ thứ Hai. Khách tham quan phải trả phí vào cửa.